# بنت ۴۰۹۳
سیارک ۴۰۹۳ (به انگلیسی: 4093 Bennett، نامگذاری:1986VD) چهار هزار و نود و سومین سیارک کشف شده‌است که در ۴ نوامبر ۱۹۸۶ کشف شد.
قدر مطلق سیارک برابر ۱۱٫۹۰ است.